# ノヴォヴォルィーンシク
ノヴォヴォルィーンシク（ウクライナ語: Нововолинськ）はウクライナのヴォルィーニ州ノヴォヴォルィーンシク地区にある都市。都市の高さは海抜225 mである。面積は17 km²。人口は49,772人 (2022年1月1日)。
ノヴォヴォルィーンシクは1951年に創建された。1957年に市制施行された。
市内ではイヴァーヌィチ駅がある。首都キエフまでの直線距離は451 km、鉄道で532 km、車道で515 kmとなっている。州庁所在地までの直線距離は81 km、車道で97.4 kmとなっている。ノヴォヴォルィーンシクの日は、8月の最後の日曜日となっている。

## 出身有名人
- アルテム・フェデツキー - サッカー選手